# Барвинок, Иван
Ива́н Барвинок (укр. Іван Барвінок; около 1620 года — 1668 год) — легендарный атаман Войска Запорожского, сподвижник Богдана Хмельницкого и Петра Дорошенко.
Иван Барвинок по одной из версий, основатель города Барвенково Харьковской области (эпоним)

## Биография
Место рождения Ивана Барвинка неизвестно. По существу, личность атамана окутана большим количеством легенд и до сих пор неизвестно, существовал ли казак на самом деле, является ли он вымышленным персонажем устного народного творчества Харьковщины или же прототипом нескольких реально существовавших исторических личностей.
Одним из главных свидетельств существования Барвинка является запись в синодике Святогороского монастыря, свидетельствующая о том, что казаки Барвинка во главе с атаманом просили настоятеля монастыря освятить крепость, построенную на окраине Запорожской Сечи.
В 1651 году Иван Барвинок получил наказ гетмана Богдана Хмельницкого осесть вместе со своим войском на реке Сухой Торец. В дальнейшем казаки Ивана Барвинка построили на месте, где сейчас расположен город Барвенково, крепость, которую назвали Барвинковой стенкой или Барвинковым склоном.
Иван Барвинок погиб в 1668 году. Барвенковские казаки поддерживали гетмана Петра Дорошенко в боевых действиях на Правобережной Украине. Иван Барвинок был схвачен поляками и заживо сожжен.

## Память

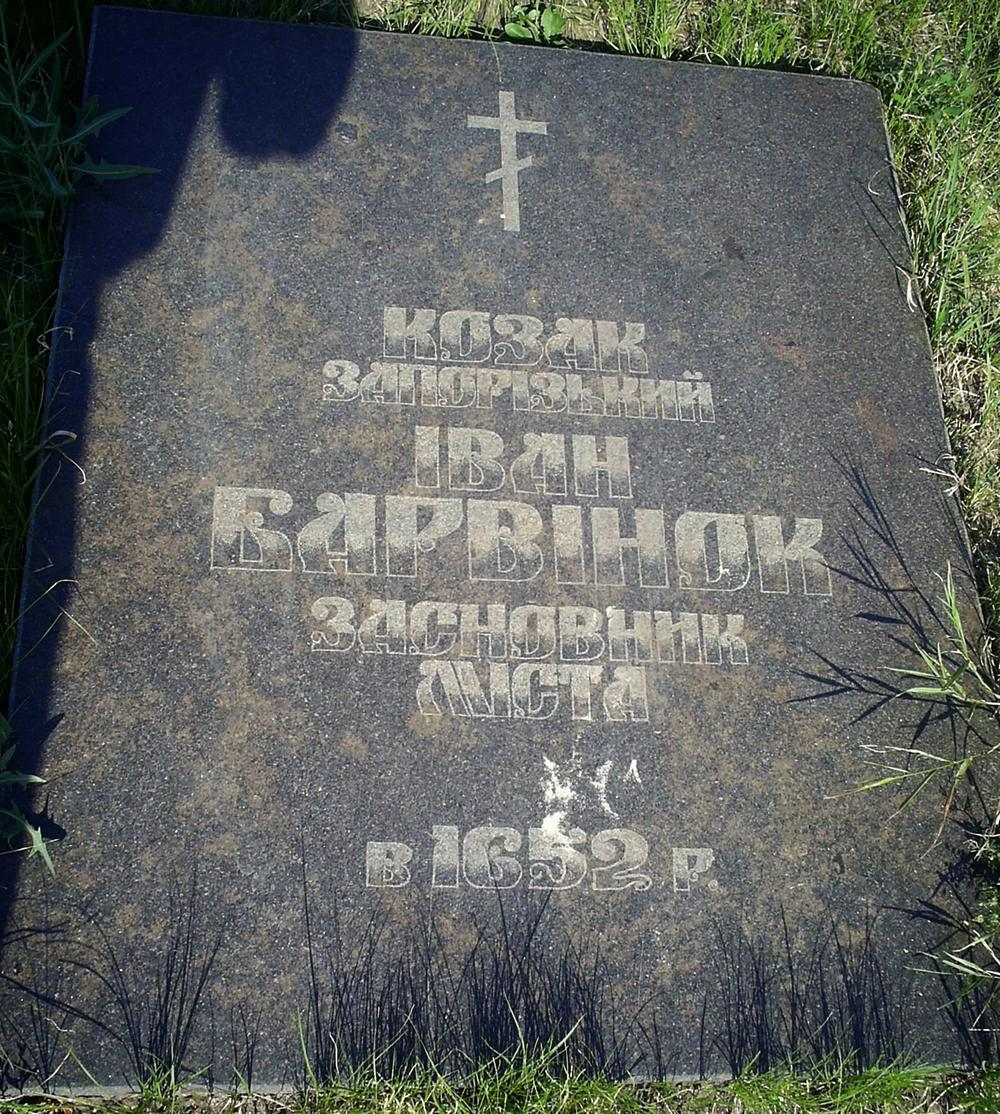
Памятник Ивану Барвинку

В конце 1960-х активисты Украинского общества охраны памятников истории и культуры начали собирать артефакты, связанные с именем Ивана Барвинка. Тогда же появилась идея поставить памятник атаману. С предложением выступил харьковский скульптор М. Ф. Овсянкин. Он создал бетонный памятник какзаку, который вскоре был разрушен.
В 1992 по инициативе Харьковской общественной организации «Сокол» памятник был восстановлен. Находится в центре города Барвенково.
Есть предположение, что судьба Барвинка частично или полностью отображена в «Тарасе Бульбе» Николая Гоголя. По преданиям, Иван Барвинок вместе со своим войском воевал на Правобережной Украине против поляков, вместе с ним на этой войне погибли и его сыновья.

## Интересные факты
- Согласно одному из преданий, отец Ивана Барвинка также был запорожским казаком под прозвищем Барвинок-Дудка. Во время похода на Крым взял в плен турчанку, на которой позже и женился. Однако неизвестно, была ли эта женщина матерью Барвинка.
- После расформирования Запорожской Сечи род Ивана Барвинка раскололся. Часть казацкого поселения Барвинковой крепости переселилась в Алешковскую Сечь, часть — присоединилась к Черноморскому казачьему войску и Азовскому казачьему войску, переселилась на Кубань. Также часть потомков атамана перебралась в поселок Охрамиевичи на Черниговщине.
- Есть версия, что каждого второго мальчика из рода Барвинка называли Иваном, в честь атамана, но со временем эта традиция отошла.
- Потомком Ивана Барвинка был Владимир Барвинок, украинский историк, писатель, деятель УНР и ВУАН.